# 天宁寺 (扬州)
天宁寺，位于江苏省扬州市邗江区，是中华人民共和国江苏省文物保护单位之一。
1982年3月25日，授予江苏省文物保护单位，是一座古建筑及历史纪念建筑物。